# Gourdon-Murat
Gourdon-Murat település Franciaországban, Corrèze megyében. Lakosainak száma 85 fő (2022. január 1.). Gourdon-Murat Bonnefond, Bugeat, Lestards, Pradines és Viam községekkel határos.

## Népesség
A település népességének változása:
| Lakosok száma | 174  | 150  | 127  | 117  | 109  | 109  | 108  | 94   | 87   | 85   |
|               | 1968 | 1982 | 1990 | 2006 | 2013 | 2015 | 2017 | 2019 | 2020 | 2022 |